# Beffia
Beffia ist eine französische Gemeinde in der Region Bourgogne-Franche-Comté im Département Jura. Sie gehört zum Arrondissement Lons-le-Saunier und zum Kanton Moirans-en-Montagne. Der Ort hat 83 Einwohner (Stand 1. Januar 2022).
Die Nachbargemeinden von Beffia sind
- Reithouse im Norden,
- Moutonne im Osten,
- Chavéria im Süden,
- Rothonay im Westen,
- La Chailleuse (Berührungspunkt) im Nordwesten.

## Weblinks

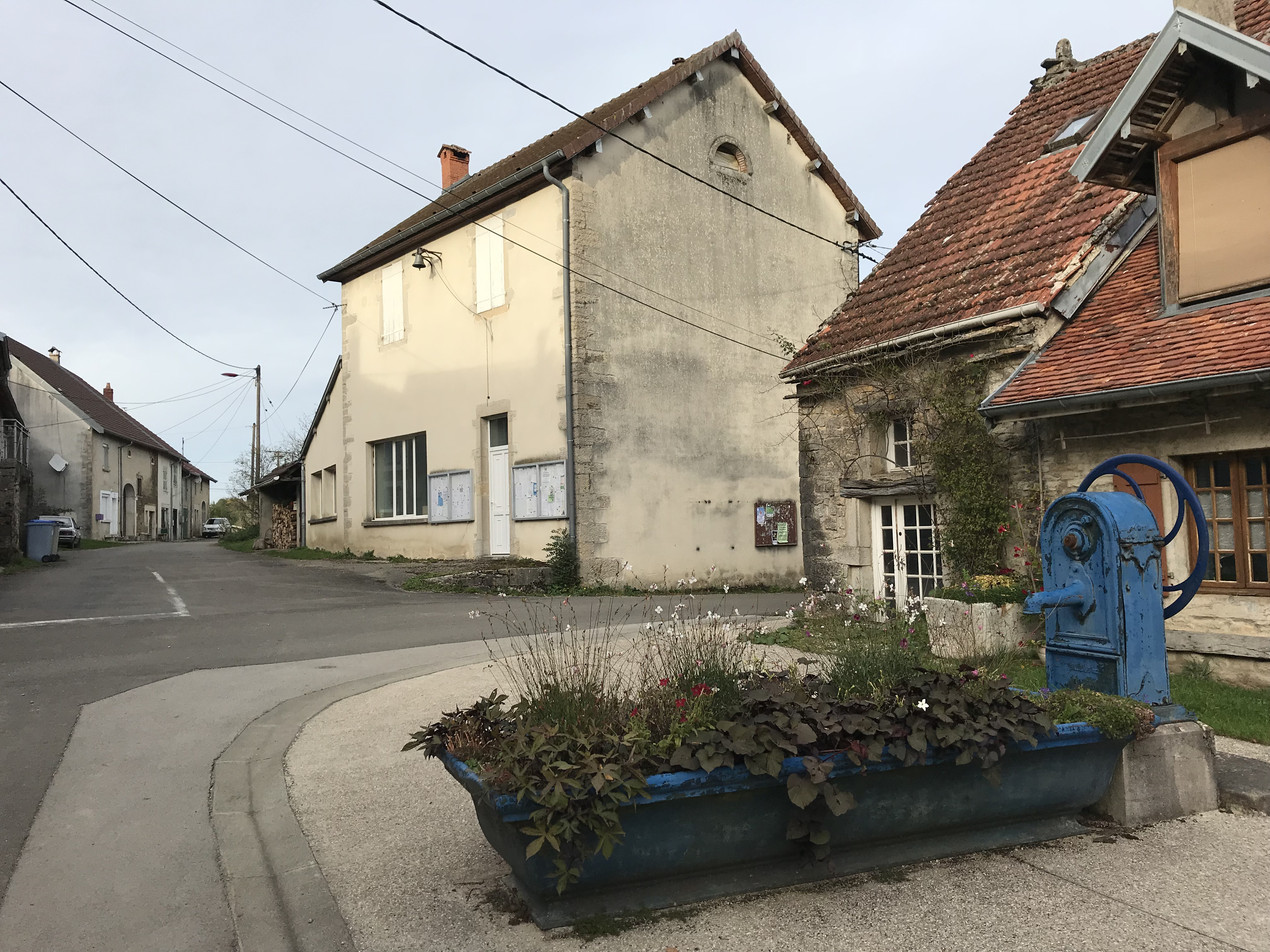
Mairie Beffia

## Bevölkerungsentwicklung
| Jahr                       | 1962 | 1968 | 1975 | 1982 | 1990 | 1999 | 2008 | 2017 |
| -------------------------- | ---- | ---- | ---- | ---- | ---- | ---- | ---- | ---- |
| Einwohner                  | 73   | 75   | 61   | 65   | 72   | 81   | 87   | 77   |
| Quellen: Cassini und INSEE |      |      |      |      |      |      |      |      |